# Elens
 Elens is een wierde van ongeveer 4,2 meter boven NAP in de gemeente Het Hogeland in het noordwesten van de provincie Groningen. De wierde, met aan de voet een tweetal boerderijen ligt direct ten westen van Ulrum. Tussen Elens en Ulrum loopt het tracé van de voormalige Marnelijn. Ten westen van Elens ligt de wierde Menneweer. In de 17e eeuw lag tussen Elens en Menneweer het gehucht Mollenhuizen.
Elens ligt op een oude kwelderrug die van west naar oost door de gemeente loopt en waarop ook de wierden van Vierhuizen, Ulrum, Leens en Wehe liggen. De wierden op deze kwelderrug dateren waarschijnlijk uit de 9e eeuw. Aangenomen wordt dat de naam Alingi in de goederenlijst van het klooster Werden uit ca. 1000 verwijst naar Elens. De naam zou dan iets kunnen betekenen als 'bij de lieden van Ali', waarbij Ali een mansnaam is. De verbuiging van Alingi tot Elens zou wijzen op de (oud)Friese invloed. Vanaf de wierde van Elens is de oude veeweg die naar de noordelijke kwelders liep nog terug te vinden als de Noorderweg. In de wierde zijn bij opgravingen in 1960 vier graven gevonden, die wijzen op een mogelijk vroegmiddeleeuws grafveld. Bij deze opgraving en opgravingen in 1890 en 1933 werden ook een houten put en diverse middeleeuwse voorwerpen gevonden.
De wierde telde vroeger vier boerderijen. Aan noordzijde van de wierde staat boerderij Gayckemaheerd (Elensterweg 29), die bekend is sinds 1750. De schuur dateert uit 1883. Ten zuidwesten van deze boerderij staat kop-hals-rompboerderij Elens (Elensterweg 27), bekend sinds 1725. De schuur en het middenhuis stammen uit 1885, het woonhuis uit 1924 en een tweede schuur uit 1930. De boerderij is sinds 1980 onttrokken aan de landbouw en omgezet naar een transportbedrijf.
Vroeger stonden aan zuidoostzijde van de wierde ook de boerderijen Oddemaheerd en Almaheerd. Oddemaheerd werd in 1468 in een klauwbrief genoemd als een van de edele heerden van het Grote Reedschap waarop onder andere het redgerrecht en het dijkrecht rustten. Twee jukken land van de boerderij behoorden aan de kalendebroederschap van De Marne. Nadat de laatste bewoners in 1915 waren vertrokken, werd de boerderij afgebroken en herbouwd als Nieuw Elens aan de Elensterweg 19 iets ten oosten van de wierde. Het woonhuis van Nieuw Elens verrees in 1917 en de schuren in 1921. Almaheerd wordt voor het eerst genoemd in 1721 en is in 1856 verplaatst naar het zuiden (Wester Aikemapad 2), waarbij ze haar naam behield.

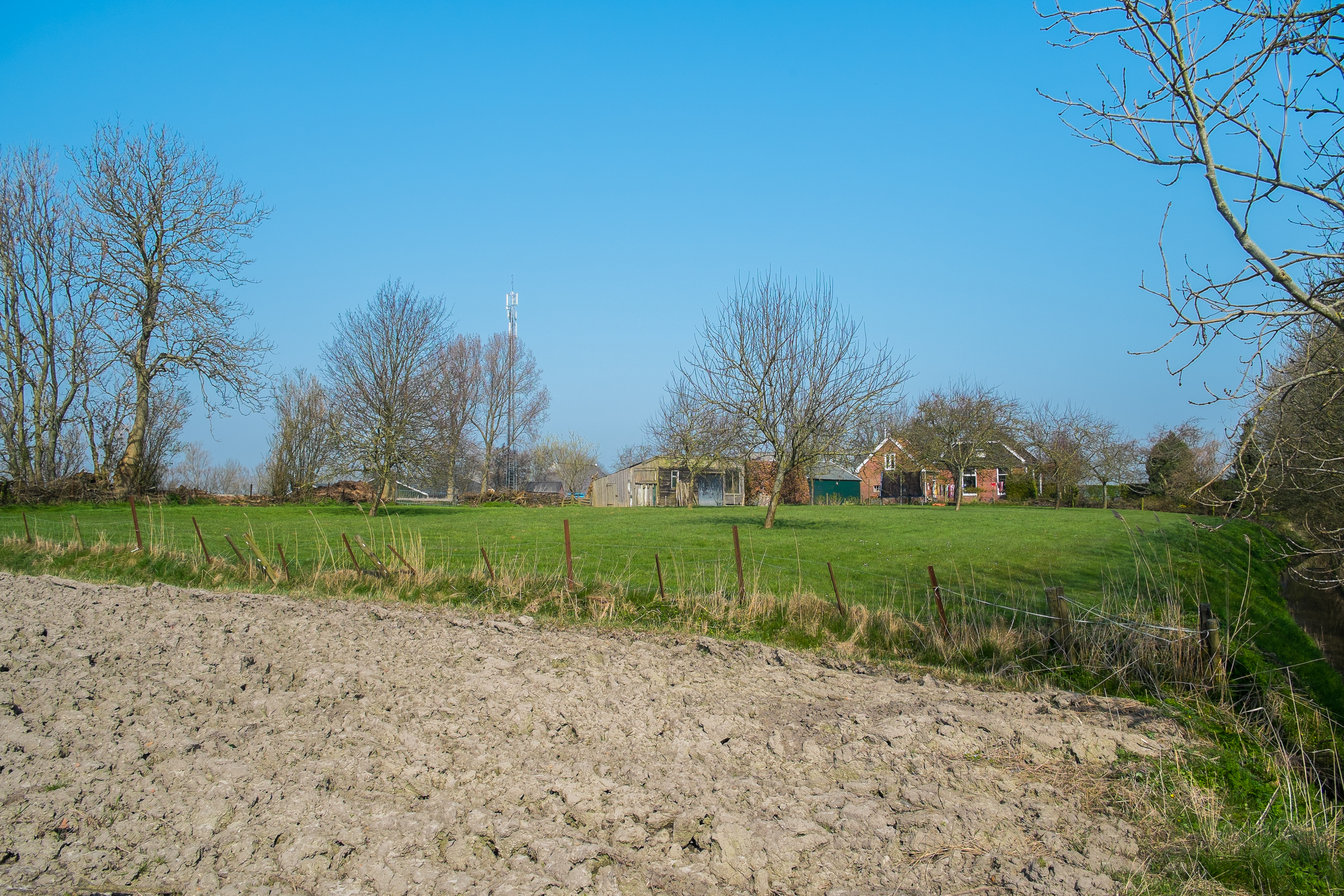
Gedeelte van de wierde van Elens met een huis
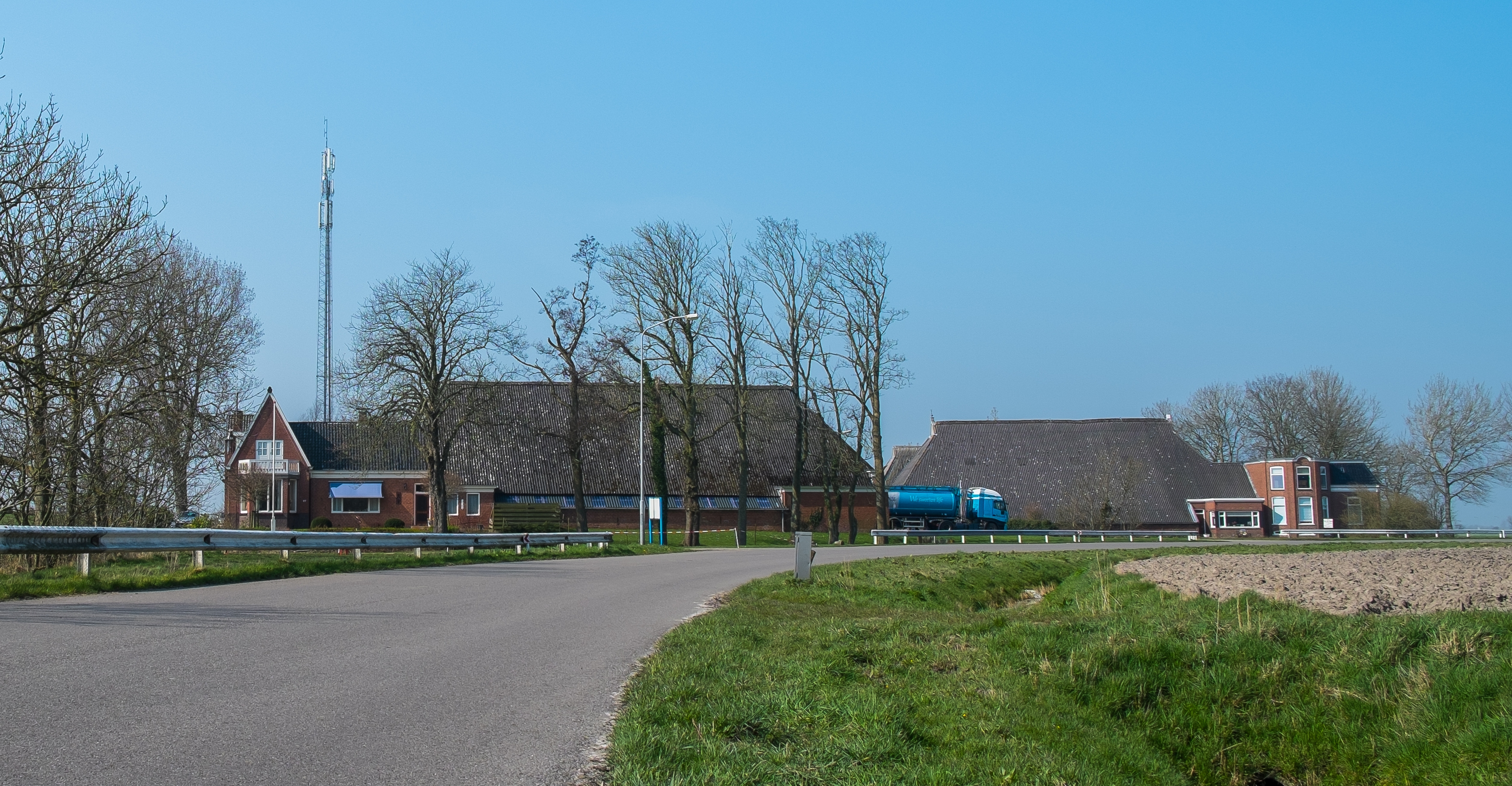
Boerderijen Elens (Elensterweg 27, links) en Gayckemaheerd (Elensterweg 29, rechts)
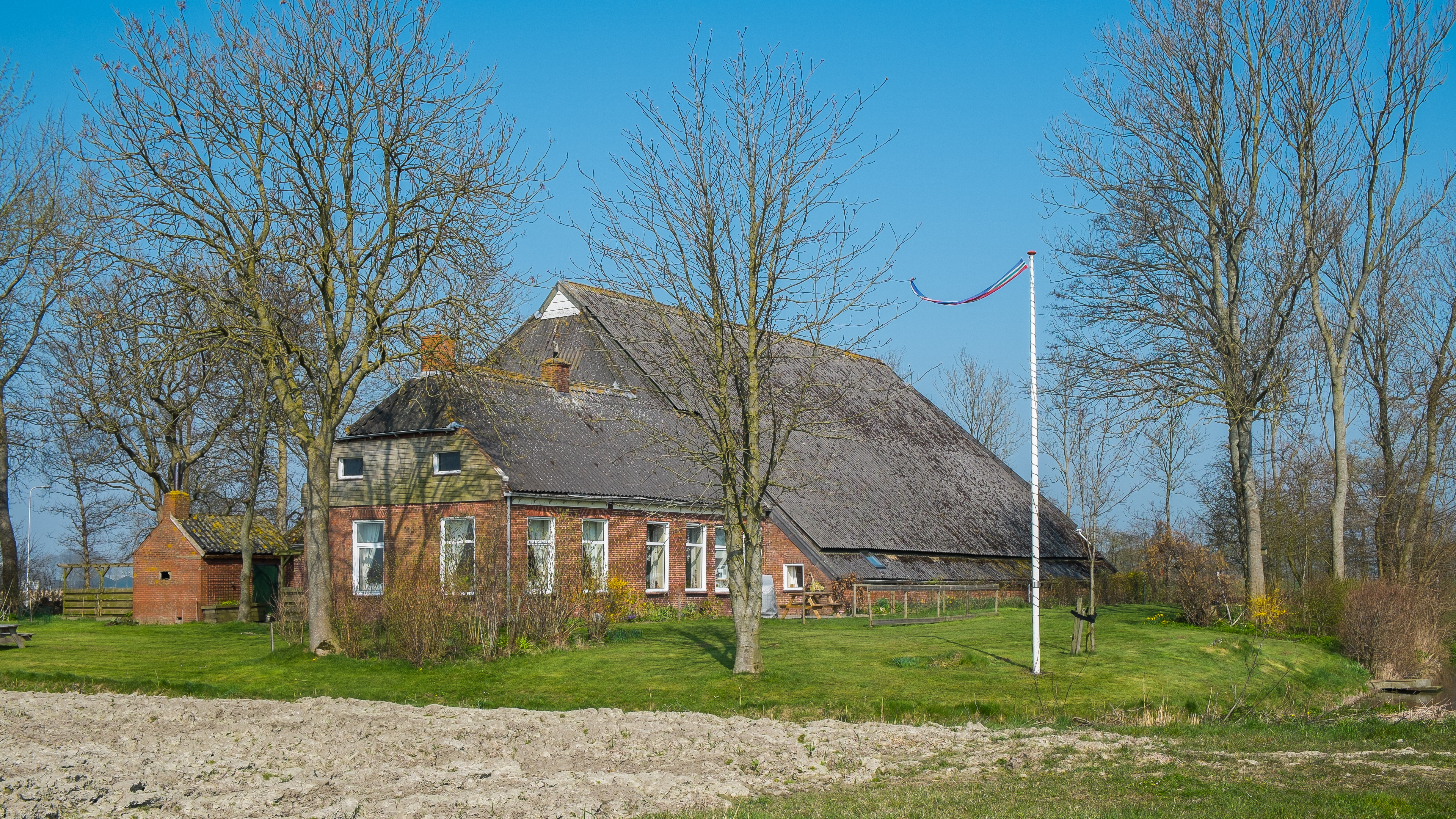
Boerderij Almaheerd (Wester Aikemapad 2)
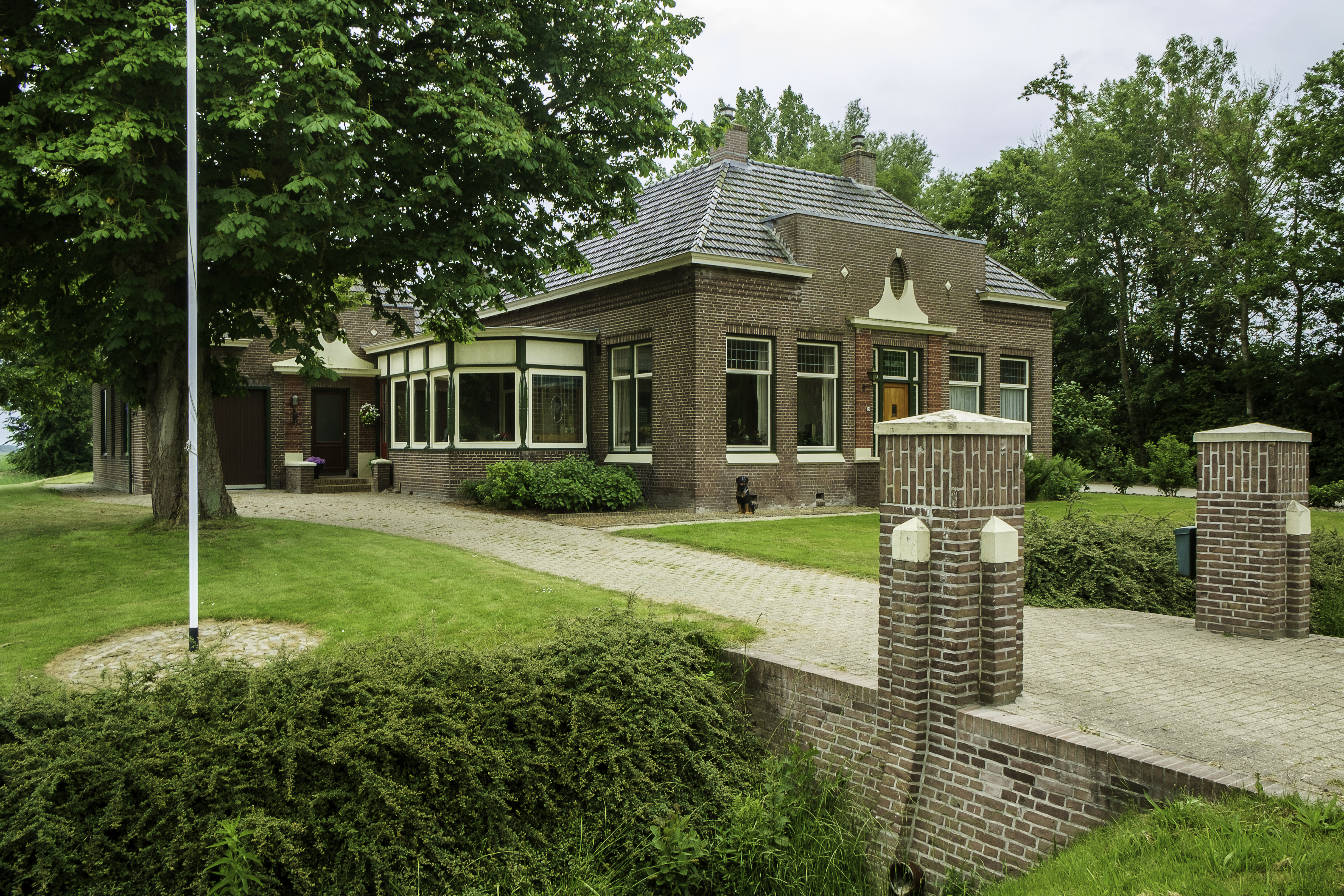
Nieuw Elens

Hoofdplaats: Uithuizen

Dorpen: Adorp · Den Andel · Baflo · Bedum · Eenrum · Eppenhuizen · Hornhuizen · Houwerzijl · Kantens · Kloosterburen · 't Lage van de Weg · Lauwersoog · Leens · Leenstertillen · Lutjewolde · Mensingeweer · Molenrij · Niekerk · Noordwolde · Oldenzijl · Onderdendam · Onderwierum · Oosteinde · Oosternieland · Pieterburen · Rasquert · Rodewolt · Roodeschool · Rottum · Saaxumhuizen · Sauwerd · Startenhuizen (deels) · Stitswerd · Tinallinge · Uithuizermeeden · Ulrum · Usquert · Vliedorp · Vierhuizen · Warffum · Warfhuizen · Wehe-den Hoorn · Westerdijkshorn · Westernieland · Wetsinge · Winsum · Zandeweer · Zoutkamp · Zuidwolde · Zuurdijk

Buurtschappen, gehuchten, wierden en buurten: 1e Nijhoezen · 2e Nijhoezen · 't Aagt · Abbeweer · Alinghuizen · Arwerd · Barnegaten · Bellingeweer · Bethlehem · Beusum · Bokum · Breede · Broek · Het Bultje · De Dingen · De Raken · De Vennen · Den Haver · Deikum · Doodstil · Douwen · Duisterwinkel · Eelswerd · Eemshaven · Elens · Ellerhuizen · Ernstheem · Ewer · Grijssloot · Groot Maarslag · Groot Wetsinge · De Haar · Hammeland · Den Hander · Harssens · Hefswal · Hekkum · Helwerd · Heuvelderij · Hiddingezijl · Holwinde · De Hoogte · De Horn · De Houw · 't Houweel · De Hucht · Kaakhorn · Katershorn · Kattenburg · Klei · Kleine Huisjes · Klein Garnwerd · Klein Maarslag · Klein Wetsinge · Kolham · Koningslaagte · Koningsoord · De Knijp · Kruisweg · Lutje Marne · Lutke Saaxum · Maarhuizen · (Marnehuizen) · Menkeweer · Menneweer · Midhalm · Midhuizen · Nijenklooster · Noordpolder · Noordpolderzijl · Obergum · Oldenzijl · Oldorp · Oosterhorn · Oosterhuizen (Eenrum) · Oosterhuizen (Zuidwolde) · Oudedijk · Oudeschip · Paapstil · Panser · Plattenburg · Polen · Ranum · Reidland · Roodehaan · Schapehals · Schaphalsterzijl · Schilligeham · Schouwen · Schouwerzijl · Sint Annerhuisjes · 't Stort · De Streek · Takkebos · Ter Laan · Tijum · Valcum · Valom · Wadwerd · Walsweer · Westerhorn (De Marne) · Westerhorn (Hogeland) · Westerklooster · Westpolder · Wierhuizen · Wierum · 't Wildeveld · Willemsstreek · Zevenhuizen